# Har Karkom
Har Karkom (in ebraico: Montagna di zafferano) o Jabal Ideid o Gebel Ideid (in arabo: Montagna delle celebrazioni o Montagna delle moltitudini) è una montagna posta nel sud-ovest del deserto del Negev in Israele. È uno dei siti in cui si ritiene di localizzare il Monte Sinai biblico.

## Geografia
Har Karkom è formata da calcari giallastri. È visibile a grande distanza da sud e da est: dai monti Edom, distanti 70 km e anche dalle alture della Giordania. Domina una zona desertica del Negev, nota come deserto di Paran (Midbar Paran in ebraico).
Ha due basse cime ravvicinate che si innalzano da un ampio altopiano sommitale (4 x 2,5 km): la cima nord-ovest (detta anche "cima femminile", larga e tondeggiante) e quella sud-est (detta anche "cima maschile" per la sua forma allungata).
Har Karkom si trova a metà strada tra Kadesh Barnea e Petra; dista 35 km da Mitzpe Ramon, lungo la Route 40 che porta a Eilat. Trattandosi di zona militare, non distante dal confine egiziano, l'accesso - che avviene esclusivamente mediante percorsi sterrati - è consentito solo durante i weekend, tra il sorgere del sole del sabato e il tramonto di domenica.
Esistono due percorsi per raggiungere l'altopiano sommitale:
- il primo, da ovest, più facile e comunemente usato, è il più lungo ma anche il meno ripido. L'avvicinamento può avvenire con autoveicoli fino all'inizio della salita verso l'altopiano, dopodiché occorre proseguire a piedi o in dromedario con la guide locali;
- il secondo percorso (che risale a epoca preistorica), da est, è più diretto e ripido: parte dal deserto di Paran, con una salita tra sfasciumi rocciosi, attraversando una zona considerata un santuario paleolitico con colonne di pietra dalle figure antropomorfe e giungendo così all'altopiano sommitale.

Una volta giunti sull'altopiano è poi facile raggiungere le due cime di Har Karkom.

## Har Karkom e il Monte Sinai biblico
"Il Diario di Egeria potrebbe anche sciogliere un enigma. Nei primi secoli cristiani si parlava di due monti sacri, uno di fronte all'altro: quello dove Mosè ricevette le tavole della Legge e l'Horeb su cui era salito il profeta Elia. In effetti anche Egeria parla dei due monti distinti e vicini. Nella Bibbia sono però la stessa cosa. «Ebbene proprio nell'area di Har Karkom» spiega Flavio Barbiero «è chiaramente testimoniata sullo stesso massiccio l'esistenza di due vette, entrambe con caratteri sacri». Questo spiega l'equivoco. Ma l'ipotesi dei due monti sacri potrebbe avere clamorose conferme dalle prossime campagne di scavi."

(Estratto dall'articolo di Antonio Socci su Il Giornale, 25.02.2000, p. 34)
Partendo dal presupposto che gli Israeliti avrebbero forse attraversato la penisola del Sinai in direzione di Petra secondo una linea retta, un certo numero di studiosi ha ipotizzato che Har Karkom potesse essere il Monte Sinai biblico.
Secondo il Deuteronomio (Deuteronomio 1:2), agli Israeliti occorsero undici giorni per spostarsi dall'Horeb (Monte Sinai biblico) a Kadesh Barnea nel nord del Sinai ("Vi sono 11 giornate dall'Horeb, per la via del monte Seir, fino a Kadesh Barnea"). Questa indicazione permette di limitare la localizzazione del Monte Sinai biblico entro 100 km circa da Kadesh Barnea. Tenendo inoltre presente che necessariamente un percorso doveva permettere di raggiungere giornalmente almeno un pozzo per abbeverare il bestiame che gli Israeliti avevano al seguito, è stato possibile ipotizzare che il monte Horeb coincidesse con Jabal Ideid, l'attuale Har Karkom.
Sulla cima nord-ovest si trova un anfratto, in grado di ricoverare una persona, che è stato interpretato dall'archeologo Emmanuel Anati come la grotta in cui Mosè si sarebbe rifugiato secondo la tradizione, per non rimanere abbagliato dal passaggio di Yahweh, quando ricevette le tavole dei 10 comandamenti.
L'esistenza, inoltre, di due cime contrapposte corrispondenti al monte dove Mosé avrebbe ricevute le tavole della Legge e al monte Horeb permette di identificare Har Karkom con il monte descritto dal Diario di Egeria, una pellegrina che visitò la Palestina verso la fine del IV secolo. L'identificazione di Har Karkom col Monte Sinai e l'Oreb della Bibbia sarebbe quindi confermata dalla tradizione cristiana dei primi secoli:
(Aetheriae (Egeria))

## Scoperte archeologiche
Seguendo questa teoria, Emmanuel Anati ha così effettuato varie campagne di scavo presso Har Karkom, scoprendo che è stata uno dei maggiori centri di culto del periodo paleolitico, con il suo altopiano costellato di luoghi di culto, altari, circoli di pietra, pilastri antropomorfi e oltre 40.000 petroglifi. A differenza di Gebel Musa, il monte posto nella Penisola del Sinai e noto ai turisti come Monte Sinai, nei cui pressi è il monastero di Santa Caterina, dove però non sono mai stati ritrovati petroglifi o comunque segni di civilizzazione se non successiva al IV secolo d.C.
Sulla base dei ritrovamenti, che sembrano avvalorare quanto contenuto nelle Antiche Scritture in merito al soggiorno degli Israeliti nel deserto, Anati ritiene pertanto di poter identificare Har Karkom (Jabal Ideid) con il Monte Sinai biblico, con un massimo delle attività di carattere religioso intorno agli anni 2350-2000 a.C. e l'abbandono della montagna intorno al 1950-1000 a.C. L'esodo viene da lui datato intorno al 1600-1200 a.C.
Tra questi è di particolare importanza il ritrovamento di 12 steli e una pietra piatta che ricordano altari per le offerte (Esodo 24,4, "Mosè scrisse tutte le parole del Signore, poi si alzò di buon mattino e costruì un altare ai piedi del monte, con dodici stele per le dodici tribù d'Israele").
Sull'altopiano sommitale si trova una serie di monoliti antropomorfi, che formano un santuario paleolitico: il prof. Anati ipotizza abbiano dato origine alla leggenda della moglie di Lot, tramutata in una statua di sale (Genesi 19,1-26), per essersi voltata a vedere Sodoma mentre veniva distrutta, contravvenendo all'ordine divino.

## Critiche
Diversi studiosi hanno avversato l'identificazione di questa montagna col Monte Sinai della Bibbia in quanto sposterebbe indietro di almeno 1000 anni alcune vicende narrate dal Vecchio Testamento e richiederebbe una revisione delle zone tradizionalmente ritenute abitate da Madianiti, Amaleciti e altre antiche popolazioni.
Secondo quanto scrive l'egittologo James K. Hoffmeier:
(James K. Hoffmeier, Ancient Israel in Sinai : the evidence for the authenticity of the wilderness tradition)